# Quai d'Orsay (filme)
Quai d'Orsay (prt: Palácio das Necessidades; bra: O Palácio Francês) é um filme francês de 2013, uma comédia cinematográfica realizada por Bertrand Tavernier, com argumento de Christophe Blain e Abel Lanzac inspirado em sua banda desenhada homónima.
O filme foi apresentado em competição pela Concha de Ouro na 61.ª edição do Festival Internacional de Cinema de São Sebastião e também foi nomeado na 39.ª edição dos prémios César e recompensado com a estatueta de melhor ator secundário, graças a interpretação de Niels Arestrup.
O filme foi lançado em França a 6 de novembro de 2013, em Portugal foi exibido a 27 de março e no Brasil em 17 de abril de 2014.

## Elenco

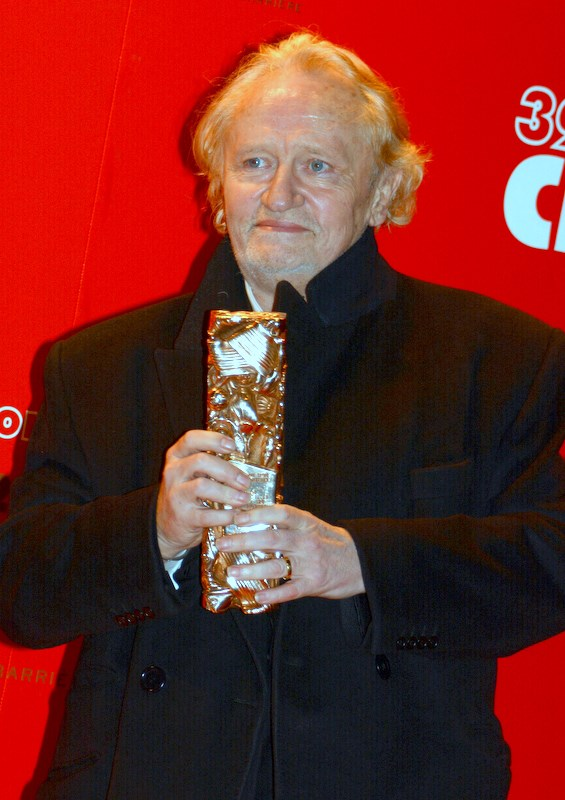
Niels Arestrup, vencedor do César de melhor ator secundário, pela interpretação de Claude Maupas.

- Thierry Lhermitte como Alexandre Taillard de Worms
- Raphaël Personnaz como Arthur Vlaminck
- Niels Arestrup como Claude Maupas
- Bruno Raffaelli como Stéphane Cahut
- Julie Gayet como Valérie Dumontheil
- Anaïs Demoustier como Marina
- Thomas Chabrol como Sylvain Marquet
- Thierry Frémont como Guillaume Van Effentem
- Alix Poisson como Odile
- Marie Bunel como Martine
- Jean-Marc Roulot como Bertrand Castela
- Sonia Rolland como Nathalie
- Didier Bezace como Jean-Paul François
- Jane Birkin como Molly Hutchinson
- Renaud Calvet como embaixador da França na ONU
- Benoît Carré como n.º 2 da embaixada da França
- François Perrot como Antoine Taillard
- Michel B. Dupérial como solicitador
- Muhammad Hirzalla como tradutor
- Sylvain Saulet como guarda-costas de Taillard
- Sébastien Pouderoux como Ludovic
- Thomas Croisière como Xavier
- Joséphine de La Baume como Isabelle
- Christina Crevillén como colega de Marina
- Jean-Paul Farré como Hector Marlier
- Loïc Risser como conselheiro ecológico
- Karim Dieye como oficial Oubangais
- Yvonne Gradelet como parlamentar
- Bruno Le Maire como ele mesmo
- Bertrand Tavernier como jornalista (voz)